# Malcolm Saville
Leonard Malcolm Saville (21 de febrero de 1901 – 30 de junio de 1982) fue un escritor inglés mejor conocido por la serie de libros infantiles del Club del Pino Solitario, muchos de los cuales están ambientados en Shropshire. Su obra enfatiza la ubicación; Los libros incluyen muchas descripciones vívidas de la campiña, los pueblos y, a veces, las ciudades inglesas.

## Primeros años y carrera
Nació en Hastings, Sussex, y se educó en Richmond Hill School, en Richmond, Surrey. Su vida laboral comenzó en Oxford University Press en 1918,  luego continuó como publicista en Cassell & Co (1920-1922), Associated Press (1922-1936).
Al estallar la Segunda Guerra Mundial en 1939, su mujer y sus hijos fueron evacuados a la campiña de Shropshire, mientras que él permaneció en la casa familiar en Hertfordshire. En su primer libro infantil (Mystery at Witchend) escribió sobre la zona en la que se encontraban enviándoles capítulos a sus hijos. Estos escritos fueron adaptados para su transmisión en BBC Children's Hour en octubre de 1943 y a ellos les siguieron diecinueve aventuras más de Lone Pine entre 1944 y 1978, con una tirada total de más de un millón de libros.
En su vida profesional, Saville fue editor de la revista My Garden a finales de la década de 1940 y luego se reincorporó a Newnes como editor general de libros. También asumió la dirección editorial de la revista Sunny Stories de manos de Enid Blyton. A mediados de la década de 1950 se mudó a Guildford y luego, más tarde, a su querido Parque nacional de South Downs, que, junto con la ciudad de Rye en Sussex, apareció en muchas de sus historias.
Malcolm Saville produjo alrededor de 90 títulos a lo largo de su carrera como escritor entre 1943 y 1982, así como numerosos cuentos y artículos de revistas. La BBC publicó por entregas siete libros en su programación de Children's Hour y dos, Treasure At The Mill y Trouble At Townsend, fueron llevadas al cine, la primera en 1957 y dirigida por Max Anderson y la segunda, en forma de cortometraje, en 1946 dirigido por Darrell Catling con Petula Clark como protagonista. 
Varios de sus 90 libros fueron serializados para su transmisión por radio, muchos de ellos en horario infantil, y su libro de 1953 The Ambermere Treasure, parte de la serie Jillies, fue serializado por Associated-Rediffusion, la primera compañía de televisión comercial que transmitió en el Reino Unido, a finales de 1955 y principios de 1956; Por tanto, fue una de las primeras series dramáticas infantiles de ITV. Saville también escribió muchos cuentos y artículos de revistas.

## Vida personal
Se casó con Dorothy (de soltera McCoy) en 1926 y tuvo cuatro hijos. Saville tenía fuertes convicciones morales y era un cristiano practicante.
Murió en Hastings en 1982, a los 81 años.

## Obras
Todas las fechas de la lista siguiente se refieren a la primera fecha de publicación. Algunos de los títulos anteriores fueron reeditados en ediciones revisadas a finales de los sesenta y principios de los setenta. Algunos de los libros fueron traducidos al español (publicados por Editorial Molino) y al holandés.

### Serie Pino Solitario
(entre paréntesis el título que se dio en la edición española de Editorial Molino)
- Mystery at Witchend (1943) (El club del Pino Solitario)
- Seven White Gates (1944) (Siete verjas blancas)
- The Gay Dolphin Adventure (1945) (Aventura en el Gay Dolphin)
- The Secret of Grey Walls (1947) (El secreto de Grey Walls)
- Lone Pine Five (1949) (Los Cinco del Pino Solitario)
- The Elusive Grasshopper (1951) (El saltamontes esquivo)
- The Neglected Mountain (1953) (La montaña abandonada)
- Saucers Over The Moor (1955) (Misterio de los Platillos Volantes)
- Wings Over Witchend (1956) (Aventura del árbol de Navidad)
- Lone Pine London (1957) (El misterio de los falsificadores)
- The Secret of the Gorge (1958)(El secreto del barranco)
- Mystery Mine (1959) (Misterio en la Mina)
- Sea Witch Comes Home (1960) (El regreso de la bruja del mar)
- Not Scarlet But Gold (1962) (Misterio en la cañada)
- Treasure at Amorys (1964) (El tesoro de Amorys)
- Man With Three Fingers (1966) (El hombre de los tres dedos)
- Rye Royal (1969) (El secreto de Rye Royal)
- Strangers at Witchend (1970) (Caras extrañas en Witchend)
- Where's My Girl? (1972)
- Home To Witchend (1978) (Regreso a Witchend)

### Serie de Buckingham
- The Master of Maryknoll (1950)
- The Buckinghams at Ravenswyke (1952)
- The Long Passage (1954)
- A Palace for the Buckinghams (1963)
- The Secret of the Villa Rosa (1971)
- Diamond in the Sky (1974)

### Serie Jilies
- Redshank's Warning (1948)
- Two Fair Plaits (1948)
- Strangers at Snowfell (1949)
- The Sign of the Alpine Rose (1950)
- The Luck of Sallowby (1952)
- The Ambermere Treasure (1953)

### Serie Nettleford
- All Summer Through (1951)
- Christmas at Nettleford (1953)
- Spring Comes To Nettleford (1954)
- The Secret of Buzzard Scar (1955)

### Serie Marston Baines
- Three Towers in Tuscany (1963)
- The Purple Valley (1964)
- Dark Danger (1965)
- White Fire (1966)
- Power of Three (1968)
- The Dagger and the Flame (1970)
- Marston – Master Spy (1978)

### Serie Susan y Bill
- Susan, Bill and the Wolf Dog (1954)
- Susan, Bill and the Ivy-Clad Oak (1954)
- Susan, Bill and the Vanishing Boy (1955)
- Susan, Bill and the Golden Clock (1955)
- Susan, Bill and the 'Saucy Kate' (1956)
- Susan, Bill and the Dark Stranger (1956)
- Susan, Bill and the Bright Star Circus (1960)
- Susan, Bill and the Pirates Bold (1961)

### Serie Michael y Mary
- Trouble at Townsend (1945)
- The Riddle of the Painted Box (1947)
- The Flying Fish Adventure (1950)
- The Secret of the Hidden Pool (1953)
- Where The Bus Stopped (1955)
- Young Johnnie Bimbo (1956)
- The Fourth Key (1957)

### Serie de la familia Brown
- Four And Twenty Blackbirds (1959)
- Good Dog Dandy (1971)
- The Roman Treasure Mystery (1973)